# Kalladaikurichi
Kalladaikurichi è una suddivisione dell'India, classificata come town panchayat, di 25.710 abitanti, situata nel distretto di Tirunelveli, nello stato federato del Tamil Nadu. In base al numero di abitanti la città rientra nella classe III (da 20.000 a 49.999 persone).

## Geografia fisica
La città è situata a 08° 41' 07 N e 77° 27' 55 E.

## Società

### Evoluzione demografica
Al censimento del 2001 la popolazione di Kalladaikurichi assommava a 25.710 persone, delle quali 12.560 maschi e 13.150 femmine. I bambini di età inferiore o uguale ai sei anni assommavano a 2.279, dei quali 1.186 maschi e 1.093 femmine. Infine, coloro che erano in grado di saper almeno leggere e scrivere erano 20.116, dei quali 10.751 maschi e 9.365 femmine.